# Gorgonariana
Gorgonariana is een geslacht van kreeftachtigen uit de klasse van de Malacostraca (hogere kreeftachtigen).

## Soort
- Gorgonariana sodalis (Alcock, 1898)